# Monochamus obtusus
Monochamus obtusus es una especie de escarabajo longicornio del género Monochamus, familia Cerambycidae. Fue descrita científicamente por Casey en 1891.
Esta especie se encuentra en Canadá y los Estados Unidos.

## Subespecies
- Monochamus obtusus fulvomaculatus Linsley & Chemsak, 1983
- Monochamus obtusus obtusus Casey, 1891